# Ндреу, Дали
Дали Ндреу (алб. Dali Ndreu; 1912, Дибра (округ) — 1956, неизвестно) — албанский военный и политик, генерал вооружённых сил НРА. Активный участник войны против итальянских и немецких оккупантов. Член ЦК Албанской партии труда. В 1956 году поддержал линию XX съезда КПСС, выступил против сталинистской политики, за отстранение от власти Энвера Ходжи. Арестован Сигурими, осуждён и расстрелян вместе с беременной женой Лири. Посмертно награждён орденом «Честь нации».

## Офицер-республиканец
Родился в горном селении на северо-востоке Албании. Отец Дали Ндреу был убеждённым албанским национал-патриотом и республиканцем. Под его влиянием Дали Ндреу с подросткового возраста был активным приверженцем идей Исмаила Кемали и Фана Ноли.
Окончил техническую школу и артиллерийское училище в Тиране. С 1933 года служил в албанской королевской армии. Входил в группу офицеров-республиканцев, готовивших заговор против короля Зогу. В 1935 был уволен с военной службы и арестован, некоторое время провёл в тюрьме. Освободившись выехал в Италию, учился на экономическом факультете Флорентийского университета.

## Генерал-коммунист
После итальянской оккупации Албании Дали Ндреу вернулся на родину и примкнул к вооружённому национальному сопротивлению. Поскольку главной силой выступали коммунисты, Дали Ндреу вступил в Коммунистическую партию Албании (с 1948 — Албанская партия труда, АПТ). Активно участвовал в боевых действиях и планировании операций против итальянских и немецких войск. Был одним из авторов стратегической операции по взятию партизанами Тираны. Являлся заместителем начальника генштаба Национально-освободительной армии. Командовал 3-й ударной бригадой и 1-й дивизией.
В НРА Дали Ндреу имел звание генерала, занимал видные военные посты. Состоял в ЦК АПТ. Членом ЦК была и жена Дали Ндреу Лири Гега, председатель женской антифашистской организации.

## Партийная оппозиция
Дали Ндреу в молодости придерживался республиканско-демократических взглядов, и это сказывалось в его дальнейшей политической биографии. Он не был сторонником сталинистского режима Энвера Ходжи. Лили Гега регулярно обвинялась во всевозможных «сектантских уклонах» и была известна тесной связью с югославскими коммунистами.
С середины 1950-х годов, особенно под влиянием XX съезда КПСС в 1956, в АПТ возникло оппозиционное течение. Некоторые партийные функционеры стали высказываться в пользу замедления темпов индустриализации и коллективизации, большего внимания уровню жизни масс, «демократизации партийной жизни». Ставился вопрос о реабилитации Кочи Дзодзе, Панди Кристо, других репрессированных «титовцев». Главными сторонниками «хрущёвской оттепели» в Албании являлись бывший министр внутренних дел и финансов Тук Якова (один из основателей албанской компартии), бывший генеральный прокурор член политбюро Бедри Спахиу и секретарь ЦК Лири Белишова. В тайный политический контакт с ними вступили генералы Панайот Плаку и Дали Ндреу. К этой группе принадлежала и Лири Гега. По воспоминаниям Рамиза Алии, Ходжа и его окружение серьёзно опасались внутрипартийного заговора при поддержке хрущёвского СССР.
Выступление против Энвера Ходжи и Мехмета Шеху было запланировано на конференции парторганизации Тираны в апреле 1956 года, через два месяца после XX съезда КПСС. Значительная часть делегатов настроилась поддержать генералов Плаку и Ндреу. Однако эти планы стали известны министру обороны Бекиру Балуку, который проинформировал жену Ходжи Неджмие. Министр внутренних дел Кадри Хазбиу привёл в готовность Сигурими.
Председательствовал на тиранской партконференции министр обороны Балуку. Выступления оппозиционеров были пресечены, 27 делегатов арестованы, форум объявлен «югославским заговором». Панайот Плаку бежал в Югославию, где в 1957 был убит агентами Сигурими. Тук Якова приговорён к 20 годам заключения и в 1958 умер в тюрьме. Бедри Спахиу осуждён на 25 лет тюрьмы. Лири Белишова интернирована в 1960.

## Казнь
Дали Ндреу и Лири Гега были арестованы Сигурими раньше других участников конференции и предстали перед судом как «югославские и советские агенты». Им были предъявлены обвинения в давних связях с Кочи Дзодзе и югославскими спецслужбами, заговоре и шпионаже. Решение о смертной казни для обоих — не только генерала, но и его беременной жены — принимал лично первый секретарь ЦК АПТ Энвер Ходжа. Убийство Ндреу и Геги являлось для Ходжи принципиально важным символическим актом против Югославии.
В 1982 году экс-министр внутренних дел Кадри Хазбиу был обвинён в заговоре против Энвера Ходжи. Ему, в частности, вменялись связи с Ндреу и Гегой. Хазбиу дал затребованные следствием показания, будто он обещал сохранить им жизнь. Если это обещание действительно имело место, оно оказалось обманом.
С просьбой о помиловании супругов обращался Никита Хрущёв, но получил отказ Ходжи. Казнь, названная тройным убийством, вызвала возмущение в советском руководстве. Вскоре из НРА был отозван посол СССР Леонид Крылов.
Место расстрела Дали Ндреу и Лири Геги остаётся неизвестным. 
Преследованиям подверглись многочисленные родственники Ндреу и Геги, включая восьмилетнюю дочь Ладвие. Покинуть лагерь интернированных Ладвие Ндреу смогла только после замужества в 1971, приняв фамилию Мерлика.

## Память
В современной Албании Дали Ндреу считается борцом за независимость и противником тоталитарной диктатуры. В 2007 году, в ознаменование 95-летнего юбилея, Дали Ндреу посмертно награждён албанским орденом «Честь нации». Награда присвоена по представлению генерал-лейтенанта Луана Ходжи, в то время начальника генерального штаба Вооружённых сил Албании.